# Mario Jurčević
Mario Jurčević (Liubliana, 1 de junio de 1995) es un futbolista esloveno que juega en la demarcación de defensa para el Partizán de Belgrado de la Superliga de Serbia.

## Selección nacional
Hizo su debut con la selección de fútbol de Eslovenia el 7 de octubre de 2020. Lo hizo en un partido amistoso contra San Marino que finalizó con un resultado de 4-0 a favor del combinado esloveno tras los goles de Haris Vučkič, Rajko Rep y un doblete de Nemanja Mitrovič.

## Clubes
| Club                     | País      | Año       | Partidos | Goles |
| ------------------------ | --------- | --------- | -------- | ----- |
| N. K. Olimpija Ljubljana | Eslovenia | 2014      | 6        | 0     |
| N. K. Radomlje (cedido)  | Eslovenia | 2014-2015 | 16       | 0     |
| N. K. Olimpija Ljubljana | Eslovenia | 2016-2017 | 10       | 0     |
| N. K. Aluminij (cedido)  | Eslovenia | 2017-2018 | 32       | 0     |
| N. K. Olimpija Ljubljana | Eslovenia | 2018-2020 | 59       | 3     |
| N. K. Osijek             | Croacia   | 2020-2023 | 73       | 1     |
| Apollon Limassol         | Chipre    | 2023-2024 | 28       | 2     |
| Partizán de Belgrado     | Serbia    | 2024-     | 34       | 0     |

## Palmarés

### Campeonatos nacionales
| Título                    | Club                     | País      | Año  |
| ------------------------- | ------------------------ | --------- | ---- |
| Segunda Liga de Eslovenia | N. K. Radomlje           | Eslovenia | 2016 |
| Copa de Eslovenia         | N. K. Olimpija Ljubljana | Eslovenia | 2019 |